# Roberto Sánchez Valencia

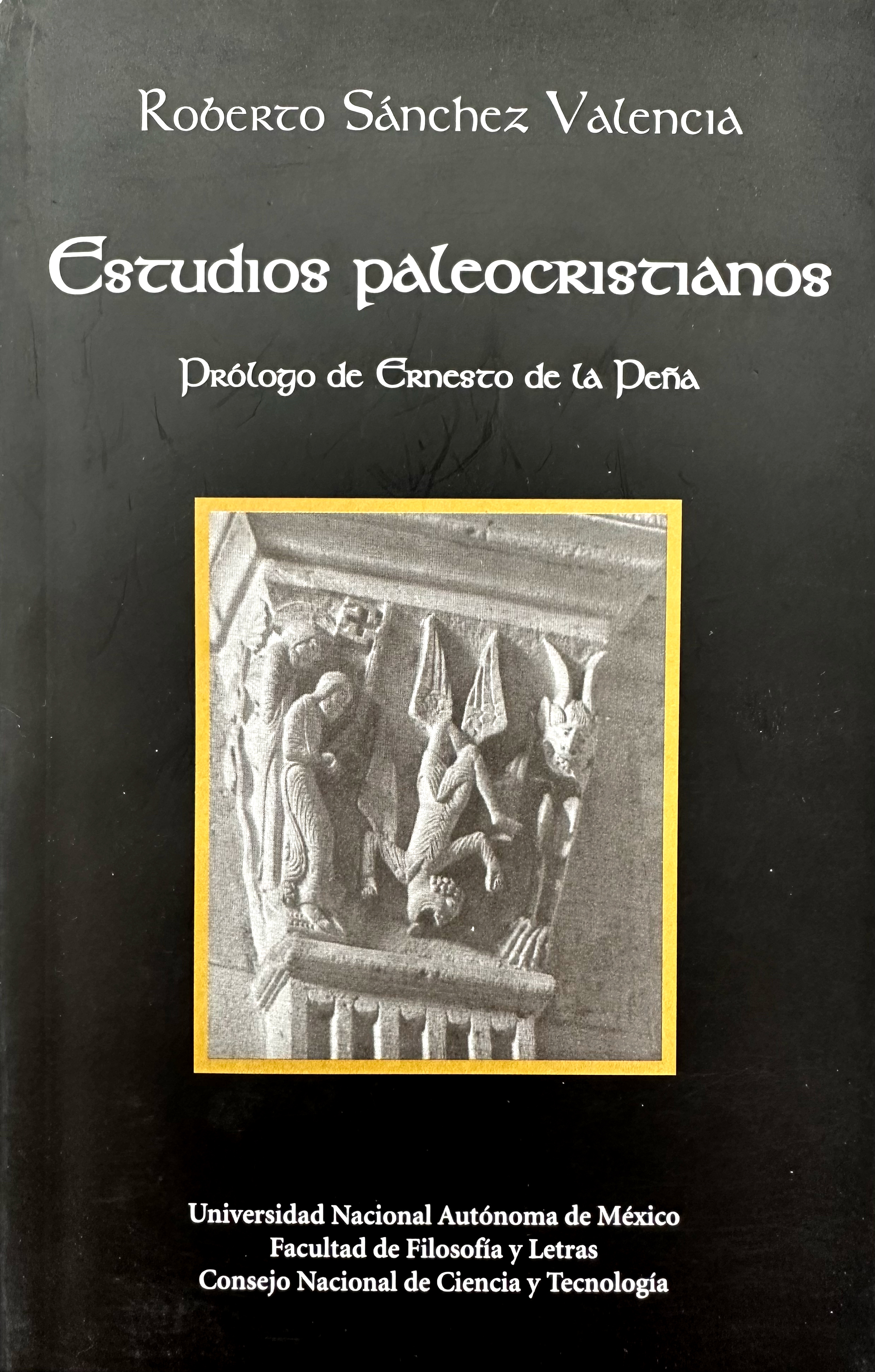
Roberto Sánchez Valencia, Estudios paleocristianos. Prólogo del maestro Ernesto de la Peña

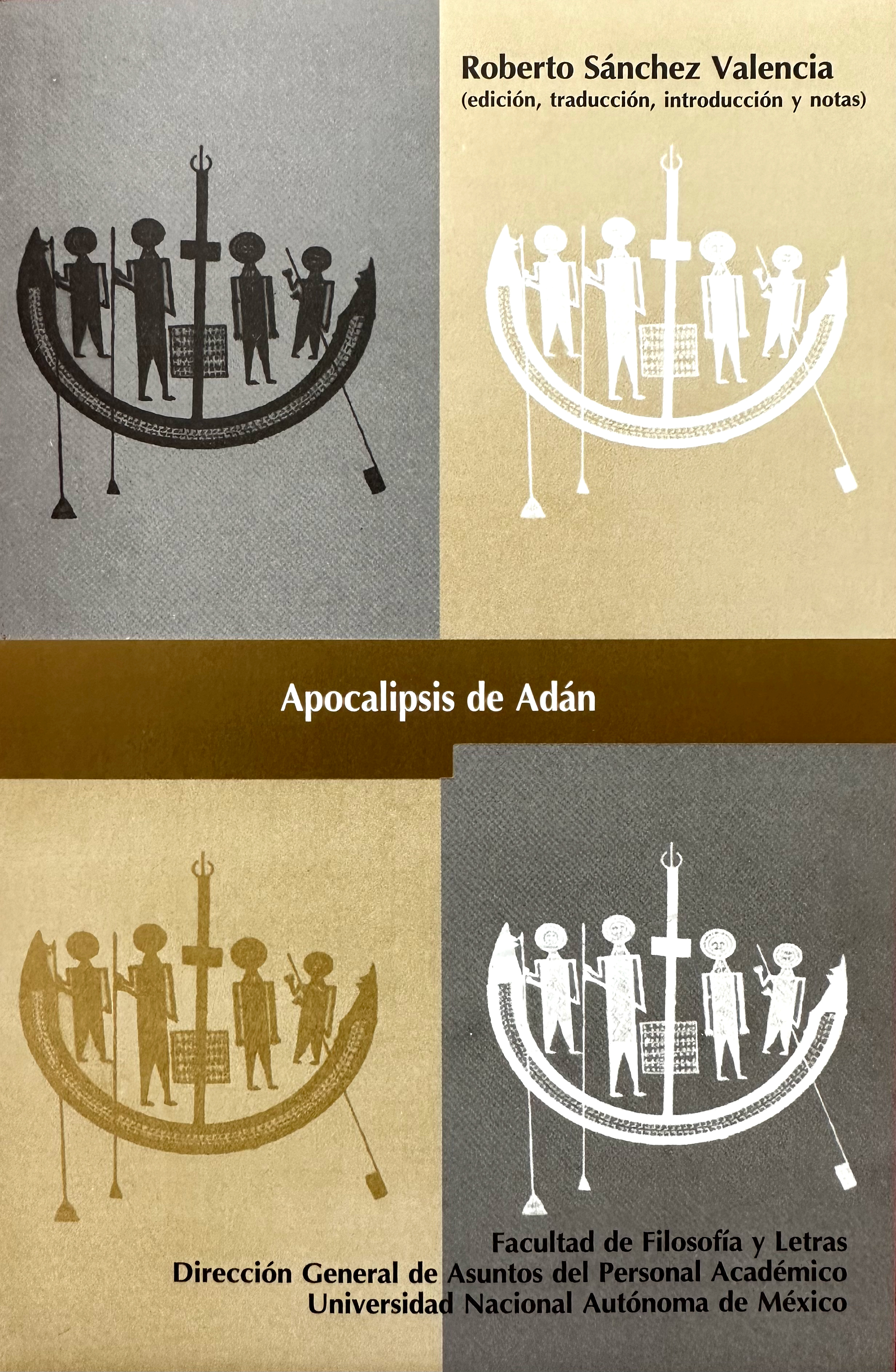
Roberto Sánchez Valencia, Edición del texto copto del Apocalipsis de Adán y traducción al español

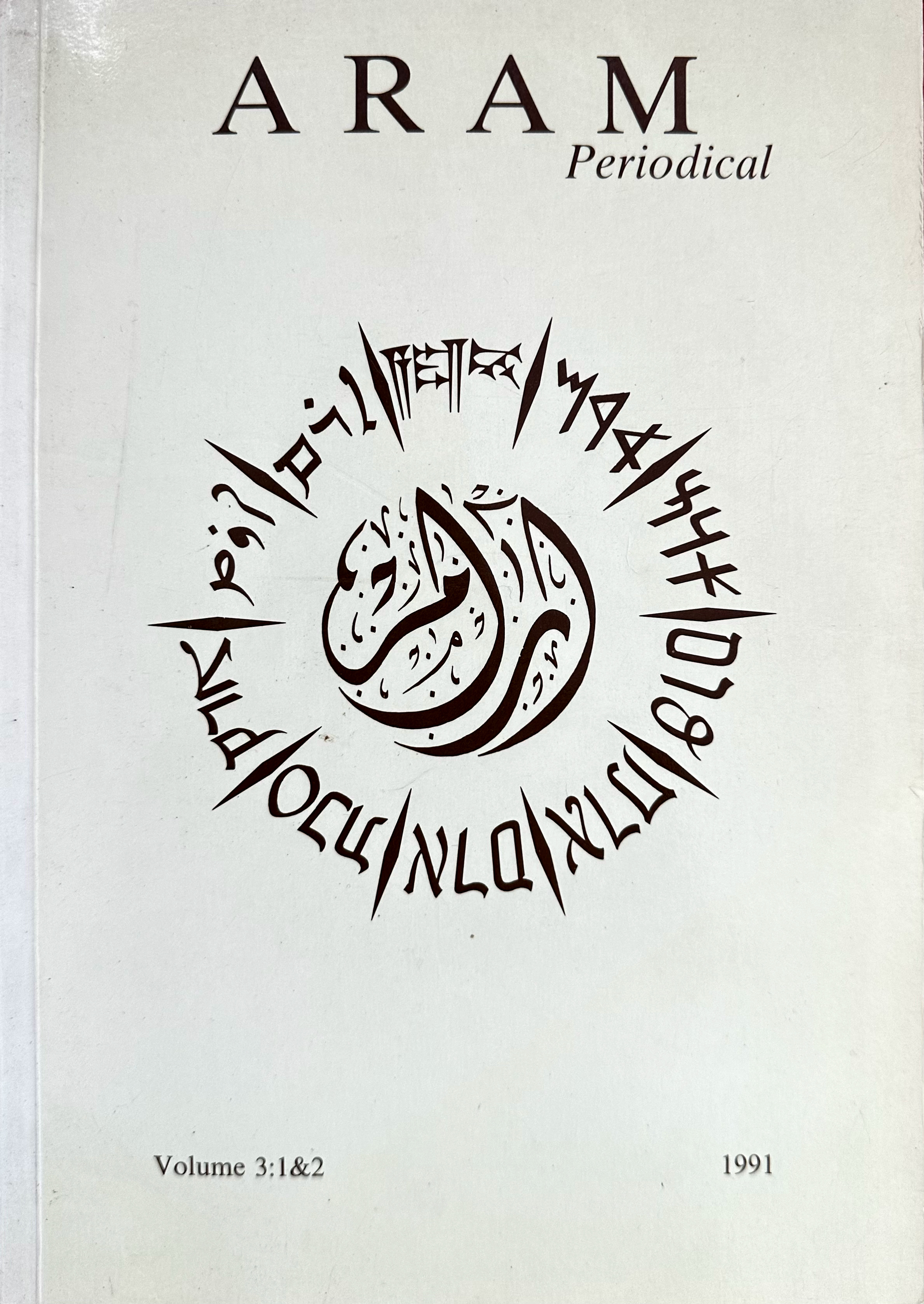
Portada de la revista académica Aram Periodical, coeditada por las universidades de Oxford, Harvard y publicado por Peeters Journals, en donde ha publicado artículos arbitrados el Dr. Roberto Sánchez Valencia

Roberto Sánchez Valencia es un profesor, investigador, conferencista y escritor mexicano. Se especializa en estudios sobre la antigüedad clásica (Grecia y Roma antiguas), más específicamente sobre los orígenes del cristianismo (paleocristianismo) y sus vínculos con el Imperio romano.

## Biografía
Estudió filosofía en la Facultad de Filosofía y Letras de la UNAM, e interrumpió dicha carrera para estudiar historia en la Universidad Estatal de San Petersburgo, gracias a una beca UNESCO de la Secretaría de Relaciones Exteriores. Durante su formación universitaria en Rusia inició el estudio de la lengua copta. Habiéndose convertido en el primer mexicano en concluir la licenciatura en Historia en dicha universidad rusa, por lo que fue invitado a realizar sus estudios de maestría en dicha institución, especializándose en la Cultura Grecorromana. Sus tesis de licenciatura y maestría versaron sobre diversos aspectos del paleocristianismo en relación con los movimientos gnósticos, por lo que debió introducirse al estudio de la lengua copta, lo cual hizo con la ayuda del coptólogo ruso Aleksei Leónovich Xosroev, profesor del Instituto de Estudios del Oriente de la Academia de Ciencias Rusa. Gracias a ello pudo consultar las fuentes en sus lenguas originarias (latín, griego y copto).

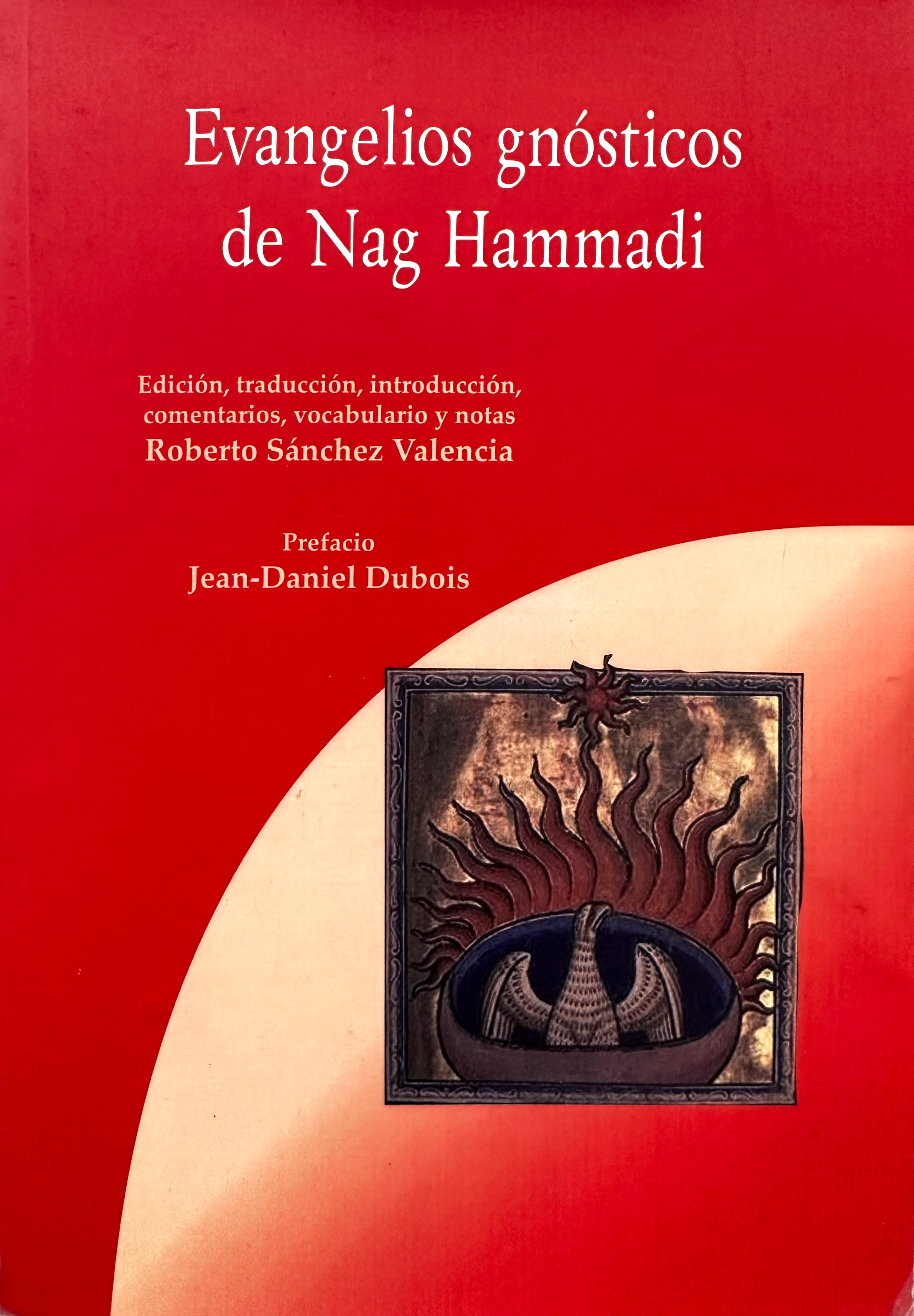
Roberto Sánchez Valencia editor y traductor de los Evangelios de Nag Hammadi

Posteriormente realizó su doctorado en Historia en la Facultad de Filosofía y Letras de la UNAM, habiendo escrito una tesis pionera en México sobre el paleocristianismo, un periodo de la historia antigua no estudiado entonces en el país. Dicho trabajo obtuvo tanto la mención honorífica como la medalla Alfonso Caso.
En el año académico 2009-2010 realizó su posdoctorado en Religiones comparadas en la Universidad de la Sorbona (París IV) y en la Escuela Práctica de Altos Estudios.
El doctor Roberto Sánchez Valencia ha dictado un centenar de conferencias en diversos foros internacionales y nacionales, entre los que destacan las universidades de Harvard, Oxford, la Sorbona, la Universidad de la Rioja, La Universidad de San Antonio, La UNAM, la Academia Mexicana de Historia, el CONACULTA, el Palacio de Bellas Artes, etc. 
Imparte clases como profesor titular en el Colegio de Letras Clásicas de la Facultad de Filosofía y Letras de la UNAM, y ha sido docente de la Facultad de Estudios Superiores Acatlán de la UNAM, de la Universidad Iberoamericana, la Universidad del Claustro de Sor Juana, la Universidad Anáhuac y es parte del Sistema Nacional de Investigadores de su país.

## Obras
- Вечная печал [Tristemente infinito], poema en lengua rusa publicado en Союз [Soiús]: Universidad de Voróniezh, Rusia, N° 8, 1990.
- 2000 An Approach to the Identity of Adversarius legis et prophetarum by St. Augustine (Oxford / Harvard)
- 2003 The Monophysite Conviction in the East versus Byzantium's Political Convenience:  A Historical Look to Monotheletism in Palestine (Oxford / Harvard)
- 2007 - De la heterodoxia a la ortodoxia : hacia una historia hermenéutica de los dogmas nicenos (Universidad Iberoamericana)
- 2008 - Apocalipsis de Adán (UNAM)[4]
- 2008 - Estudios Paleocristianos. Prologo de Ernesto de la Peña (UNAM y CONACYT).
- 2012 - Evangelios gnósticos de Nah Hammadi (UNAM), siendo la primera publicación bilingüe en idioma copto y su traducción en lengua española[5]
- 2018 - El Encantador de Almas. Rumi: Poeta Místico en tiempos de las Cruzadas. Libro en coautoría.
- 2019 - Herejía. Colaboración en el libro Herejía coordinado por la doctora Yolotl González Torres,

## Premios
El doctor Roberto Sánchez Valencia ha recibido varios premios y distinciones a lo largo de su trayectoria, entre los que sobresalen los siguientes:
- 2004- Reconocimiento “Naucalpense Distinguido”, 2004, en la categoría de Actividades Académicas. Otorgado por el Honorable Ayuntamiento Constitucional de Naucalpan de Juárez, 2003-2006.
- 2005- Medalla Alfonso Caso, UNAM, 2005. Por haber sido el graduado más distinguido en 2003, del Programa de doctorado en Historia. Ciudad Universitaria, 31 de marzo de 2005.
- 2005- Premio Trayectoria Docente (2005, primera emisión). Que otorga la Universidad del Claustro de Sor Juana a su más destacado profesor. CDMX, 2005.
- 2007- Postulado por el Consejo Técnico de la Facultad de Filosofía y Letras de la UNAM a la: Distinción Universidad Nacional para Jóvenes Académicos, en el área de Investigación de Humanidades.
- 2008- Postulado al premio Jóvenes Investigadores de la Academia Mexicana de Ciencias, CDMX, 2008.
- 2009- Miembro corresponsal electo del Instituto de Investigaciones para el Estudio de las Religiones (I.R.E.R.), Universidad de la Sorbona, París, 27 de octubre de 2009.
- 2010- Distinguido con el beneficio de la Beca PREFAL (Programa de investigación y estudios de Francia, América Latina y el Caribe) otorgada por la Fundación Maison des Sciences de l´homme en el área de las ciencias sociales y las humanidades (del 1 de julio de 2009 al 31 de abril de 2010).
- 2011- Miembro de la Sociedad Española de Estudios Clásicos, Logroño, España, febrero de 2011.
- 2011- Miembro de la Sociedad Mexicana para el Estudio de las Religiones, México, INAH, octubre de 2011.
- 2014- Diploma de reconocimiento por haber dirigido la tesis de maestría ganadora del premio Marcos y Celia Maus a la mejor tesis de Historia en la categoría tesis de maestría, 2014.
- 2020- Diploma por haber sido jurado del Premio Marcos y Cecilia MAUS a las mejores tesis de licenciatura, maestría y doctorado en Historia, 2020.
- 2023- Medalla al Mérito Universitario, FFyL, UNAM, Ciudad Universitaria.

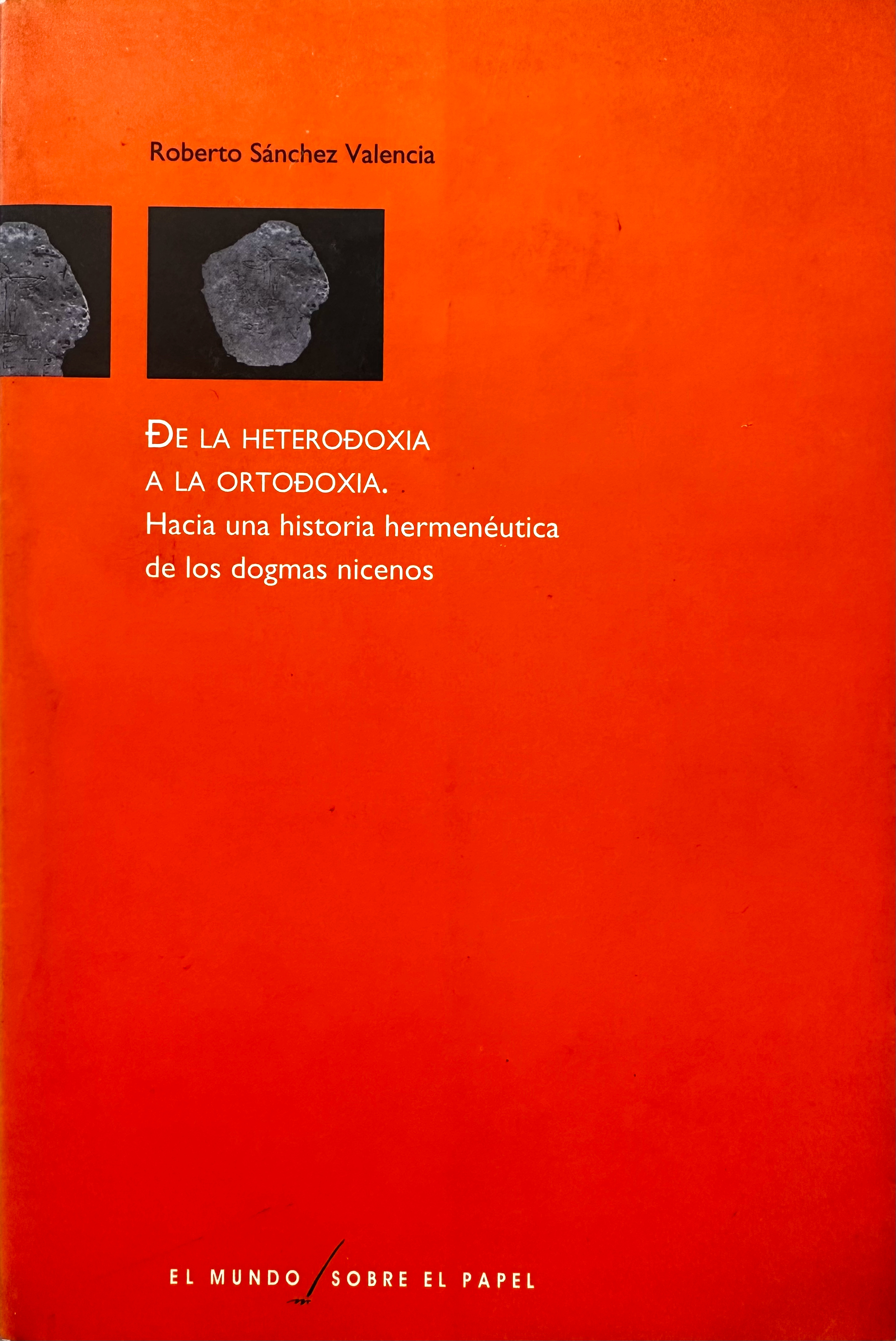
Roberto Sánchez Valencia. De la Heterodoxia a la Ortodoxia, Hacia una historia hermenéutica de los dogmas nicenos.

## Colaboración con instituciones
El doctor Roberto Sánchez Valencia ha colaborado con diversas instituciones académicas y culturales nacionales y extranjeras, entre las que destacan:
1. Fundación Rockefeller, en calidad de dictaminador para otorgar la Beca en Humanidades 1997.
2. Fondo de Cultura Económica, como dictaminador de libros.
3. Instituto Nacional de Antropología e Historia, como dictaminador de libros.
4. Instituto de Investigaciones Filológicas y Facultad de Filosofía y Letras, como dictaminador de libros.
5. Curador de la muestra de ícono rusos del Museo de Arte de la SHCP (Antiguo Palacio del Arzobispado),
6. Asesor invitado de la exposición El color de los dioses: policromía en la antigüedad clásica y mesoamericana (Año dual Alemania-México). Palacio de Bellas Artes, octubre de 2016.
7. Conferencista invitado por el Antiguo Colegio de San Ildefonso para impartir Conferencia Magistral: Las imágenes entre los primeros cristianos como elemento forjador de identidad comunitaria: amuletos, sellos, papiros ilustrados y muros de catacumbas por todo el Mediterráneo. En el marco de la exposición Vaticano: de San Pedro a Francisco. Dos mil años de arte e historia. Museo del Antiguo Colegio de San Ildefonso, 31 de julio de 2018.Libro en coautoría

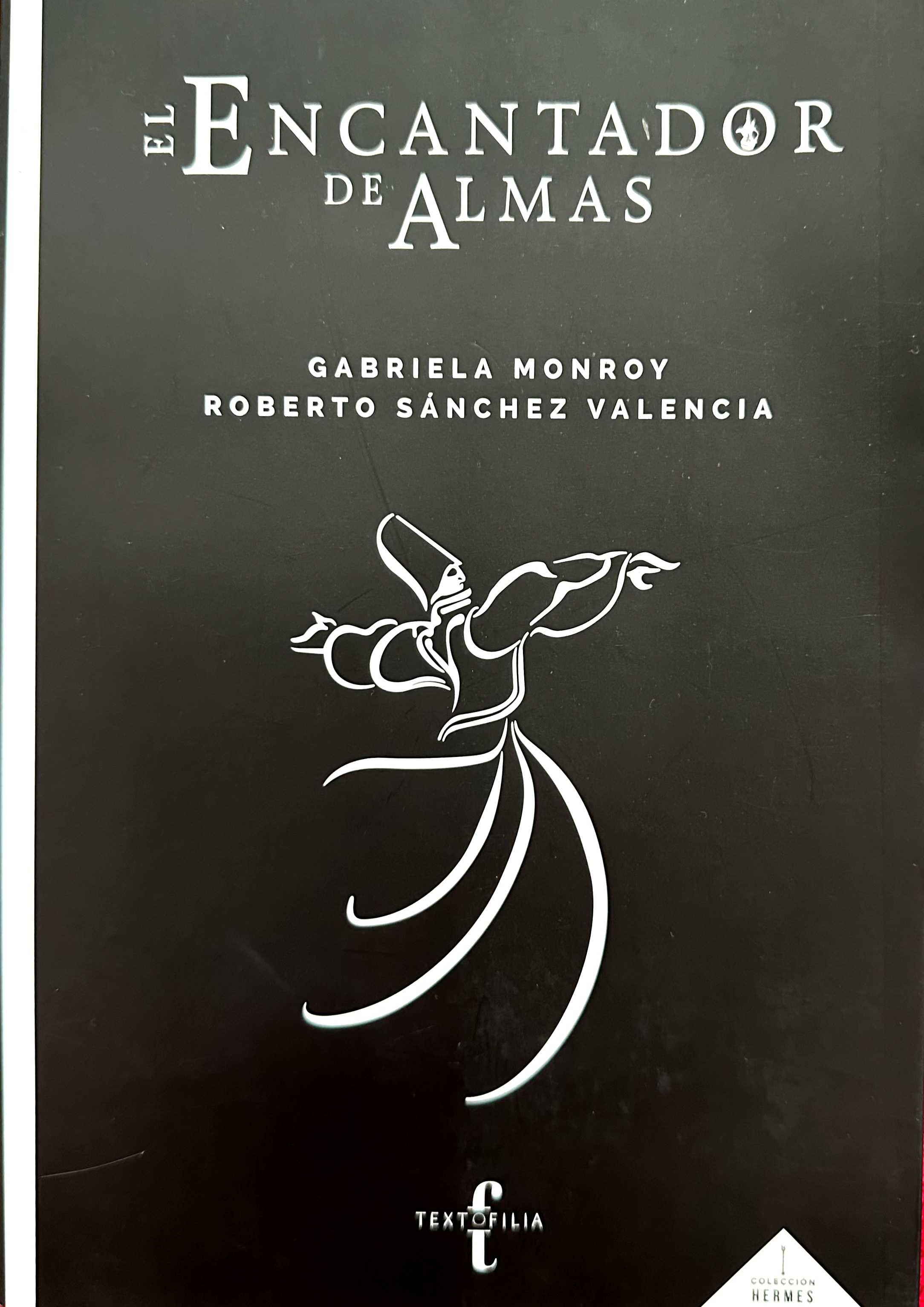
Libro en coautoría

### Algunos enlaces vinculados
1. El color de los dioses: https://www.youtube.com/watch?v=7g4SKiHhuuI
2. Debate sobre la novela El código Da Vinci con Joaquín López Dóriga y Ernesto de la Peña: https://www.youtube.com/watch?v=GjfwHrjfE9U
3. Celebración de las relaciones entre México y el Vaticano: https://www.youtube.com/watch?v=0gOsxZwCcB8&t=21s
4. Secretaría de Cultura / INAH: Religión y cultura, los animales y la religión en: https://www.youtube.com/watch?v=iXiUO-HeBiQ&t=822s
5. Centro de Estudios de Historia de México. Fundación Carlos Slim: https://www.youtube.com/watch?v=RfmuzJ6FKt8&t=55s

## Referencias

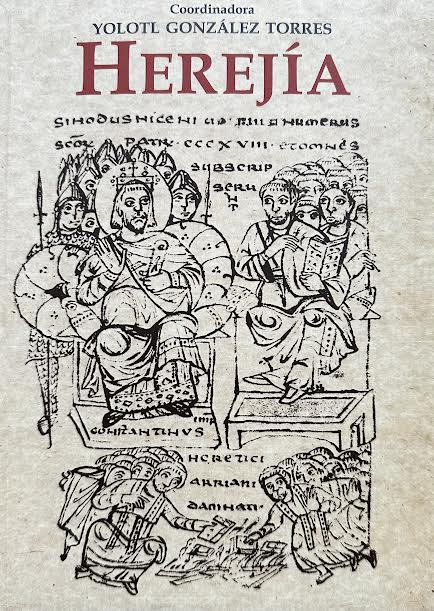
Portada del libro Herejía coordinado por la Doctora Yolotl González Torres en el que colabora el Doctor Roberto Sánchez Valencia